# Alberto Terrile
Alberto Terrile (Gênes, 11 mars 1961) est un photographe italien.
Connu principalement en France, en Italie, et aux États-Unis pour son work-in-progress photographique sur le thème des anges, Alberto Terrile travaille aussi dans le secteur de l’édition, du théâtre, de la musique et de la publicité. Le portrait en noir et blanc, son fer de lance, lui fait remporter divers prix. Parmi ses travaux les plus reconnus, citons les portraits pris sur le vif de Corrado Rustici, Dee Dee Bridgewater et Ute Lemper. Il a exposé dans les villes de Milan, Rome, Berlin, Paris, Avignon, Chicago, Montréal et Toronto.

## Biographie
Né à Gênes le 11 mars 1961 et issu d’une famille de la moyenne bourgeoisie, Alberto Terrile s’intéresse très tôt aux arts visuels. Il passe son adolescence entre sa ville natale et Iola di Montese, un petit village des Apennins toscans et émiliens où sa famille possède une maison de campagne. La sensible différence culturelle et humaine entre les deux endroits est à la base de sa formation d’homme et d’artiste. C’est probablement au cours de ces années que Terrile s’attache particulièrement à une nature à l’état sauvage, aux bois et aux montagnes et qu’il manifeste son amour pour la solitude à laquelle son métier de photographe donne un nouveau souffle.

### Années de formation

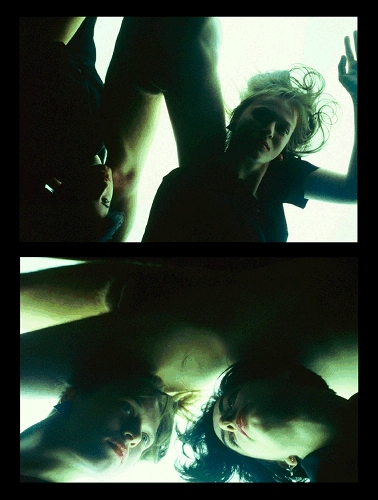
Fluttuare, parte II ("Fluctuer, partie II"), 1979.

À l’âge de 14 ans, Alberto Terrile entre au lycée d’orientation artistique Nicolò Barabino de Gênes. Ses talents artistiques tardant à se manifester, on lui conseille d’abandonner les études et de trouver un travail. En dépit de cela, Terrile, avec l’approbation de ses parents, entre à l’école des beaux-arts de Gênes où il approfondit ses intérêts pour la musique et les arts visuels.

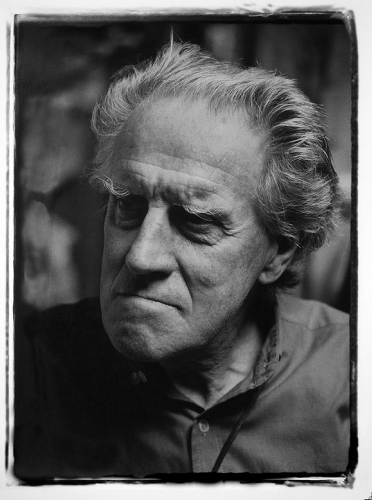
Portrait du sculpteur Lorenzo Garaventa, 1985.

Aux beaux-arts, Terrile commence par prendre ses premiers clichés ayant pour modèles des camarades de classe. L’atmosphère révolutionnaire de l’époque – nous sommes à Gênes en terrain fertile, au début des vagues punk et new wave  –  et le désir d’expérimenter le conduisent à réaliser entre autres une série de portraits sur pellicule positive couleur en low-key où les visages sont quasiment monochromes à l’exception des lèvres d’un rouge très saturé et des yeux d’un bleu profond.
Les visages et les corps sont réunis dans un seul plan et donnent l’impression de flotter dans un aquarium. La série Fluttuare (Fluctuer) représente à la perfection ce style des débuts ainsi que le point de départ d’une recherche sur la force de gravité. Cet intérêt de la part de l’artiste culminera dans le work-in-progress  Sous le Signe de l’Ange.
Durant toutes ces années, Alberto Terrile s’adonne à diverses activités, de la peinture analytique (branche de la peinture abstraite) à la musique pop en passant par la photo couleurs. Citons parmi ses travaux les plus aboutis : Calligrafie (Caligraphies), Tracce (Traces) et Segni (Signes), trois séries de portraits réalisés entre 1977 et 1979 sur de grandes surfaces verticales, de longs rouleaux de pellicules, des supports vidéo et autres. Ces œuvres réunies sous le titre de Quelle improbabili immagini (Ces improbables images) ont été exposées dans les villes de Gênes, Grosseto, Cosenza et Bari. Dans les années 1979-1980 Terrile réalise avec le concours du chercheur et compositeur Luca Viale-Barbieri une partition pour saxophone contralto intitulée Cromofonie. L’œuvre sera interprétée à Gênes, Milan et Certaldo dans les environs de Florence.

### L'apprentissage à Milan

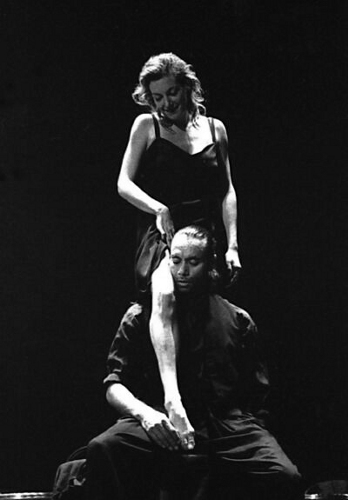
Performance de Ute Lemper durant la tournée Illusion tour, 1992.

En 1984, après avoir brillamment porter à terme ses études aux beaux-arts, Terrile est déjà en possession d’un style personnel en matière de photographie et commence son apprentissage à Milan aux côtés du troisième assistant de Paolo Gandola, jeune mais néanmoins connu photographe de mode. Durant les années 1980, Milan s’affirme comme capitale financière et capitale de la mode où les relations interpersonnelles sont régies par l’argent et la corruption pénètre chaque secteur de l’administration publique. C’est à cette époque, d’ailleurs, que Silvio Berlusconi commence à bâtir son empire immobilier et télévisuel. Milan, image du capitalisme italien le plus arrogant se fond au slogan Milano da bere (Milan à consommer) inventé pour le célèbre spot publicitaire de la liqueur Ramazzotti.
Pour Terrile, la période milanaise n’est pas des plus faciles: son comportement simple et presque naïf dans la vie et avec les gens, son mépris de l’argent tout-puissant n’ont aucun rapport avec La Milano da bere. Peu d’années après il décide de revenir à Gênes mais il revient fort de l’enseignement technique de Gandola et empreint des automatismes liés à la photographie de mode, à tout ce qui gravite autour d’elle. Lors d’une interview, Terrile, non sans orgueil, déclare à son retour: «Je trouve inadmissible que seuls trois ou quatre noms détiennent le monopole de la vision des choses. (…) On en a assez de ces Américains !(…) Il n’y a pas qu’à Los Angeles ou à Londres que la beauté se déniche, on peut tout aussi bien la trouver dans le 44 barré».
Plus loin dans l’interview, Terrile déclare son amour pour le cinéma, un amour qui marquera l’aspect formel et stylistique de son travail. À seulement 25 ans, sa vision artistique est claire: «Le cinéma pour moi, c’est Truffaut, Penn, Altman, Wenders (…) Le hasard est une composante importante de mon travail mais il reste grandement contrôlé (…) Le photographe est un peu artiste et un peu artisan». Cette dernière déclaration se propose clairement d’aborder le problème se posant à chaque artiste en début d’activité à savoir les faibles rentrées d’argent. À partir de 1985, Terrile vit uniquement de son métier de photographe professionnel.

### Maturité artistique

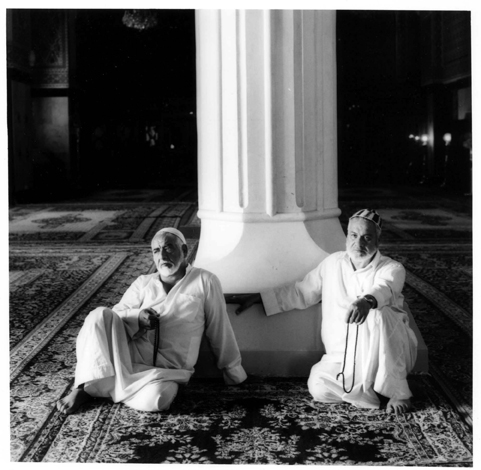
In moschea ("A la mosquée"), Baghdad, Iraq, 1993.

Le retour à Gênes marque le début d’une activité de photographe professionnel en tout et pour tout. Dans ces années-là, Terrile est en contact avec le trépidant milieu artistique de l’underground génois; ses amitiés sont variées, parfois en dehors du circuit académique : il devient en particulier très ami du sculpteur Lorenzo Garaventa. Dans l’atelier de Garaventa, Terrile a l’occasion de faire plusieurs clichés de l’artiste et réalise une des photos les plus significatives de sa jeune carrière (1985). De grande importance dans ce portrait, la lumière naturelle – qui pour la précision arrive d’une lucarne en hauteur – et l’utilisation violente quasiment expressionniste des contrastes obtenus durant l’impression des photos à la main. (L’attention maniaque portée à la phase d’impression est un des traits caractéristiques du travail de Terrile qui a toujours déclaré en être redevable à son maître en la matière, l’artiste Stefano Grondona).

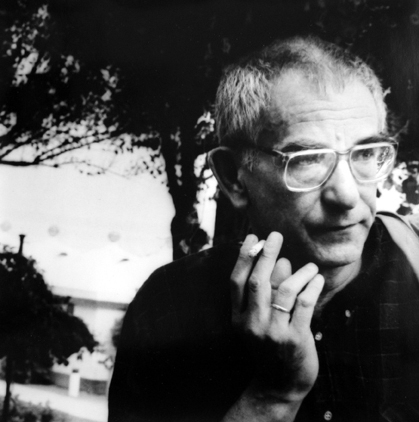
Portrait de l’artiste Krzysztof Kieślowski à la Mostra del Cinema de Venise, 1994.

Son activité professionnelle et commerciale est à l’origine très liée au secteur musical, aux prestations en studio ou live d’artistes tels que Pierangelo Bertoli, René Aubry, Louis Winsberg, Marc Berthoumieux et Bob Wilber. Il se spécialise dans les couvertures de livres et d’albums musicaux et nouent de solides collaborations avec les plus importantes maisons d’édition italiennes comme Einaudi, Zanichelli, Mondadori et Costa&Nolan.
Ses clichés de photographe indépendant apparaissent dans les journaux Le Monde, Diario della settimana, Glamour, Frigidaire, World Music ; la prestation live, dans tous les domaines artistiques et en lumière contextuelle devient un de ses thèmes de prédilection, c’est ainsi qu’il photographie entre autres Corrado Rustici et Dee Dee Bridgewater. Son portrait sur le vif le plus connu de l’époque est sans doute celui de Ute Lemper réalisé lors de la tournée Illusion Tour en 1992 (chorégraphie de Larrio Ekson).
En 1993, on le retrouve à Bagdad pour documenter la condition du peuple iraquien durement éprouvé par l’embargo deux ans après la première guerre du Golfe.
Il s’agit là sans doute de sa période de pleine maturité artistique. Il reçoit d’ailleurs le prix du Meilleur Portrait de l’Année ("Migliore Ritratto dell’Anno") que lui décerne la revue Progresso fotografico en 1989 ainsi que le Kodak European Gold Award en 1994 et 1995. À cette même période, il devient le photographe officiel de la Mostra Del Cinema di Venezia ce qui lui donne l’occasion de photographier quelques-uns de ses acteurs et metteurs en scène préférés, citons parmi eux: Krzysztof Kieślowski, Chazz Palminteri et Robert Altman. Une exposition complète de ces clichés s’est tenue à Milan en 2000, une façon de réconcilier enfin l’homme et la ville.

### Travaux expérimentaux et enseignement

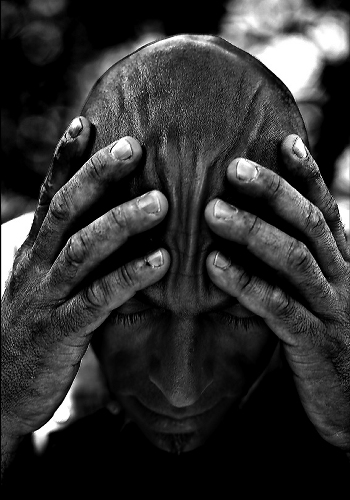
Portrait de Pasquale Montemurro, extrait de la série Dalla miniera, 2010.

En aucun cas oublieux de ses premières années aux beaux-arts, Terrile continue d’expérimenter de nouvelles techniques et de nouveaux matériaux. En témoigne notamment l’impression d’une de ses photographies sur du marbre allégé de Carrare. Selon l’auteur, le négatif a été d’abord imprimé sur papier AGFA Record Rapid, à l’époque hors production, puis sous forme numérique, il a été imprimé sur le marbre à l’aide d’un appareil Durst Rho 205. «Après deux essais sur du marbre, j’ai augmenté le poids des  lumières afin que puissent ressortir les veinures du marbre qui donnent au sujet enveloppé d’un blanc manteau un volume inédit et à ma photo un effet sculptural». L’œuvre aboutie a été exposée à Carrare en 2004.
Des sujets insolites, une utilisation surréelle des procédés de post-production lors des phases d’impression (aussi en numérique), des spots peu communs caractérisent ses productions plus tardives. Parmi ses travaux les plus intéressants, citons sa collaboration avec des personnes handicapées dont Terrile rapproche le monde intérieur de celui d’Alice aux Pays des Merveilles ainsi qu’une remarquable série de portraits digitaux hyperréalistes intitulée Dalla miniera. Une des photos les plus relevantes de cette série reprend Pasquale Montemurro - ancien élève et futur assistant de Terrile - prenant sa tête entre ses mains dans un geste de résignation accentué par le violent contraste auquel est soumis son scalpe. À la différence du reste de la composition, le regard du modèle exprime d’une certaine façon la sérénité et l’acceptation. Montemurro, grand ami de Terrile, est mort d’un cancer à l’âge de 45 ans, quelques mois après ce cliché.
Lors de ces dix dernières années, Terrile s’est particulièrement intéressé à l’architecture industrielle, aux non-lieux et aux édifices abandonnés. La ville de Gênes se prête parfaitement à ce type de photographie quand on pense à la drastique reconversion subie par la ville où, au cours de ces vingt dernières années, le secteur tertiaire et celui du tourisme ont supplanté les activités industrielles et de l’acier.
Citons comme exemples de ce nouveau contexte, l’aciérie de Cornigliano, récemment fermée et démolie ainsi que l’édifice Hennebique, jadis grenier à blé et à présent refuge de toxicos, gens en situation irrégulière et sans abris. Dans de tels endroits, Terrile et ses élèves font un travail de décontextualisation et mettent en scène des personnages grotesques dans des conditions clairement aliénantes.
Terrile est aussi très actif sur le plan de l’apprentissage et de la diffusion de la photographie. À partir de 2000, il tient des cours de niveau base et avancé et généralement prend ses élèves comme assistants de son activité professionnelle à la base d’une solide petite communauté de photographes très dynamique à Gênes. En 2007 il fonde l’association culturelle Percorsi magici (Parcours magiques) dont l’ambition est de promouvoir la photographie par le biais d’expositions, de cours, de conférences et de workshops. Le style didactique de Terrile est des plus informels et orienté vers la pratique.

### Sous le signe de l’Ange

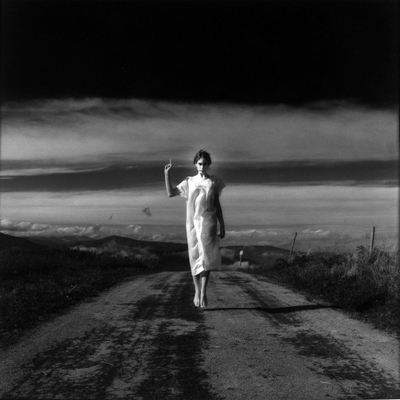
Ange n.30 Francesca S., 1994.

Terrile a toujours parlé de sa fascination pour la magie et l’ésotérisme et en général pour tout ce qui est invisible, une étrangeté a priori pour un photographe. Cela explique son style sombre, riche en contrastes noir et blanc et marqué par une grande utilisation de pellicules de moyen format (pellicules 6x6 et appareils Hasselblad). C’est durant une période très difficile passée à Paris en 1993, dans un bar dont Terrile est le client pour la précision, qu’il comprend toute l’importance du temps en photographie. Le choix d’un temps rapide (1/500° de secondes) lui permet de résoudre en pratique un apparent paradoxe, celui de fixer sur émulsion ce qui échappe à la vue, un instant invisible à l’œil humain. Cette recherche constitue la base théorique de son work-in-progress Sous le Signe de l’Ange, une série de portraits très stylisés en noir et blanc où les personnages sont photographiés dans l’action de sauter en l’air ainsi cueillis dans un état d’élévation et de suspension.

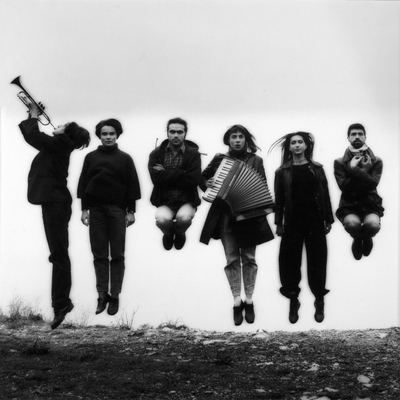
Ange n.40 Arbalete, 1996.

Les anges de Terrile sont des hommes et des femmes ordinaires, seuls, en couples ou en groupes; enveloppés d’un ciel obscur et menaçant ou repris dans un contexte bucolique. Le contraste est accentué en phase d’impression pour évoquer une sorte d’aura tout autour de leur personne. L’action du saut est saisie avec précision alors que la vitesse du mouvement vertical est nulle ainsi donnant au spectateur l’image d’une suspension impossible (en effet à première vue les anges de Terrile semblent être des photomontages d’excellente qualité!). Les anges de Terrile s’accordent parfaitement à l’univers de Wim Wenders, en particulier au film Les Ailes du désir (Der Himmel über Berlin) (1987), film inspiré des textes de Rainer Maria Rilke et réalisé en collaboration avec Peter Handke.
Sous le signe de l’Ange est un travail qui dure maintenant depuis plus d’une trentaine d’années, la série Fluttuare en est en quelque sorte un prototype, il constitue encore aujourd’hui un work-in-progress: en moyenne, Terrile donne naissance à un nouvel ange tous les ans. Des commentaires critiques et des recensions sur ce travail font l’objet d’articles dans des revues de photographies mondialement connues (voir ci-dessous). Les photos de la série sont apparues en partie ou dans leur totalité lors d’expositions à Berlin, Avignon, Gênes et Milan.

## Critique

### Recensions
- J.P. Giovanelli, La vitesse de liberation d'Alberto Terrile in Fluxus, avril 1996.
- Alberto Terrile: angeli ("AT: angels") in Photonews - Zeitung für Photographie, avril 1997.
- Paolo Castelli, Polvere d'angeli in Rivista del cinematografo n.3, mars 1997.
- Guido Festinese, Angeli giù dal paradiso in Il manifesto, août 1998.
- Andrea Jacchia, A livello degli angeli in Diario della settimana, 1998.
- Nedjima Van Egmond, Alberto Terrile place le Petit Palais sous le signe de l'ange in La Provence, 1998.
- Laure Bernard, La photographie des anges in Le Figaro, juillet 1998.
- Flavio Brighenti, Gli angeli sono fra di noi in Musica, 1998.
- Ferruccio Giromini in Blue nr. 89, 1998.
- David Crosby in Zoom nr. 27, juillet/août 1998.
- Roberta Ridolfi in Segno - Rivista di attualità internazionali d'arte contemporanea nr. 167, mars/avril 1999.
- Viana Conti, Alberto Terrile, il Buster Keaton della fotografia in Frigidaire nr. 112, mars 1990.
- Annissa Defilippi, Per favore non chiamatelo il ritrattista degli angeli in Infonòpoli, 2009.

### Récompenses
- 1989 Best Portrait of the Year awarded by Progresso fotografico
- 1994 Excellence Standard Kodak European Gold Award
- 1995 Excellence Standard Kodak European Gold Award

## Publications et expositions

### Livres
- 1998 Sous le signe de l'Ange, Éditions Petit Palais Éditions
- 2008 Poeti Immaginati, Éditions La Lontra
- 2008 Nel Segno dell'Angelo 1991/2008, édition limitée pour le Festival della Scienza de Gênes
- 2012 Sous le signe de l’Ange, Jacques Flament Éditions

### Expositions personnelles
- 1986 La morte piatta Psyco club, Gênes
- 1989 Immagini dell'interruzione del movimento Church of Santa Maria di Castello, Gênes
- 1991 Il luogo del vero silenzio Teatro Verdi, Gênes
- 1992 Figure d'artista portraits d’artistes suisses contemporains comme  Daniel Spoerri, Ben Vautier, Christian Megert dans le cadre de l’exposition Frammenti, interfacce, intervalli, paradigmi della frammentazione nell'arte svizzera, Museo di architettura e scultura ligure, Gênes
- 1994 Rabelais le sixième livre Centre Culturel Galliera, Gênes
- 1995 Rabelais le sixième livre Palazzo Tursi, Gênes
- 1995 Rabelais le sixième livre Gare de Gênes P. Principe, Gênes
- 1995 Paris 1992-1994 Centre Culturel Galliera, Gênes
- 1995 Angeli curateurs Robert Jarmatz et Jolanda Darbyshire, PPS Galerie, Berlin
- 1998 Sous le signe de l'ange edited by Esther Moench, Musée du Petit Palais, Avignon, France
- 1998 Sous le signe de l'ange Galleria Bianca Pilat, Milan
- 2000 Ritratti (Portraits) edited by Paola Lambardi, Terrazza Silva Plando, Milan
- 2003 Ritratti/Cinema Teatro Cargo, Gênes
- 2004 Cinema Feltrinelli bookshop, Gênes
- 2004 Cinema (vol. 2) I tre Merli, Gênes
- 2006 Cinema Centro Polivalente Sivori, Gênes
- 2007 Ritratti di Alberto Terrile 93/94/97 (Portraits) Centro Polivalente Sivori, Gênes
- 2008 Poeti Immaginati (Imagined poets) Centro Polivalente Sivori, Gênes
- 2008 Nel Segno dell'Angelo (In the sign of the angel), within the Science Festival of Gênes

### Expositions collectives
- 1986 Tra il dire e il fare Bagni comunali S.Nazaro, Gênes
- 1994 Equinozio d'autunno curateur Franz Paludetto, Castello di Rivara, Turin
- 1995 Il viaggio in tutti i suoi aspetti, Fondazione G. Costa, Gênes; re-appeared in 1996 at the Galleria G. Costa, Gênes
- 1995 Colore aperto Loggia della Mercanzia, Gênes
- 1995 Red Ribbon Palazzo Tursi – Club amici del cinema – Le Corbusier, Gênes
- 1996 Œuvres & Lectures" curateurs Gerard-Philippe Broutin & Roland Sabatier, Les Salons Art, Vidéo, Cinéma et Écritures, Lavoir Moderne Parisien, Paris
- 1996 Atelier d'artista Casa di Giorgione, Castelfranco Veneto
- 1996 Nel segno dell'angelo – Sign of an angel curateur Bianca Pilat, Bianca Pilat Contemporary art L.L.C., Chicago, États-Unis
- 1997 The angel in Contemporary Art, Design and Advertising curateur Bianca Pilat, J.D. Carrier Art Gallery, Toronto, Canada
- 1997 Sous le signe de l'ange" curateur Bianca Pilat, La Chapelle Historique du Bon-Pasteur, Montréal, Canada
- 1997 Il punto (The point) curateur Elio Grazioli, Galleria Continua, San Gimignano, Siena, Italie
- 1997 Œuvres & Lectures/Salon Virtuel curateurs Gerard-Philippe Broutin & Roland Sabatier, Paris, France
- 1998 Angeli su Roma (Angels over Rome) Chiesa di S.Rita, Rome, Italie
- 1999 Angeli su Roma Roof garden di Palazzo delle esposizioni, Rome, Italie
- 2000 Angeli e Angeli (Angels and angels) Oratorio Madonna della Neve, Chiavari, Gênes
- 2000 exposition celebrating the introduction of Riga due, Éditions Marcos y Marcos, Galleria Estatic, Turin, Italie
- 2000 idem, Galleria Continua de San Gimignano, Siena, Italie
- 2000 idem, à la triennale d’art sacré Trascendenze e Spiritualità, curatrice Raffaella Iannella, Celano (L'Aquila)
- 2002 Fantascienza e Agrestità Il Campazzo, Modena, Italie
- 2003 Corpi Liberi Antico Palazzo della Pretura Castel Arquato, Piacenza
- 2003 Italialainen Tilanne II (Situazione italiana, 2) City gallery of Viitasaari, Finlande
- 2003 Fantasmi (Ghosts) Il Campazzo-Guiglia, Modène
- 2003 L'Archivolto in Mostra photographies de scène, Galleria Il Vicolo, Gênes
- 2003 Opere a 63° 05' N 25° 54' E & Opere a 44° 35' N 08° 18' E, a Finnish/Italian exposition, Liguria Spazio Aperto, Gênes
- 2004 FHARE Il Campazzo-Guiglia, Modène
- 2004-2005 Disegnare il marmo Carrara, Palazzo Binelli, Carrara
- 2007 Interrotti Transiti - La fotografia italiana negli anni settanta, Loggia della Mercanzia, Gênes
- 2009 Lettere, Biblioteca Berio, Gênes
- 2010 I grandi fotografi per i bambini Museo di S. Agostino, Gênes
- 2011 La femminilità è donna Museo di S. Giulia, Brescia
- 2011 Viaggio visionario nella memoria delle Ex Officine comunali Ex officine comunali, Gênes
- 2012 Un'idea di teatro / Un teatro di idee curateur Giorgio Gallione. Palazzo Ducale, Gênes

## Enseignement

### Cours académiques
- 2004 Fotografia e Luce Accademia Ligustica di Belle Arti, Gênes
- 2004 La fotografia di scena Accademia Ligustica di Belle Arti, Gênes
- 2005 Fotografia e Luce Accademia Ligustica di Belle Arti, Gênes
- 2005 La fotografia di scena Accademia Ligustica di Belle Arti, Gênes

### Autres cours
- 1996 L'immagine che racconta Scuola Holden (Holden Creative Writing School), Turin
- 1997 Cours de photographie à l'Istituto d'Arte d’Aoste
- 1999 Paesaggi dell'avvenuto passaggio Ufficio Politiche Giovanili del Comune, Gênes
- 2001 Progettare la Realtà Liceo Artistico Nicolò Barabino di Genova, Gênes
- 1996 Fotografare la scena Teatro Cargo, Gênes
- 2004 Corso di Fotografia Creativa, Gênes
- from 2005 on Dai sali d'argento ai pixel (From Silver nitrate to pixels) cours annuel de photographie de base, Centro Polivalente Sivori, Gênes

### Workshop
- 1997 Ufficio Politiche Giovanili del Comune di Genova Percorsi Magici
- 2007 Fotografare l'autunno Iola di Montese
- 2008 The Magic Map Sassello, Gênes
- 2009 De nudo de natura Sassello, Gênes
- 2010 Abitare la terra Sassello, Gênes
- 2010 Le donne volanti Sassello, Gênes
- 2010 Come to my house Iola di Montese

### Conférences
- 2002 Circolo fotografico IL FORTE, Gênes
- 2003 Accademia Ligustica di Belle Arti Gênes
- 2003 Facoltà di Architettura Gênes
- 2003 Palazzo Ducale, Gênes
- 2004 Circolo fotografico 36° Fotogramma, Gênes
- 2010 I volti del cinema / Racconti del cinema fotografato Gênes
- 2010 Fare anima, Badalucco, Italie